# Rhostrehwfa

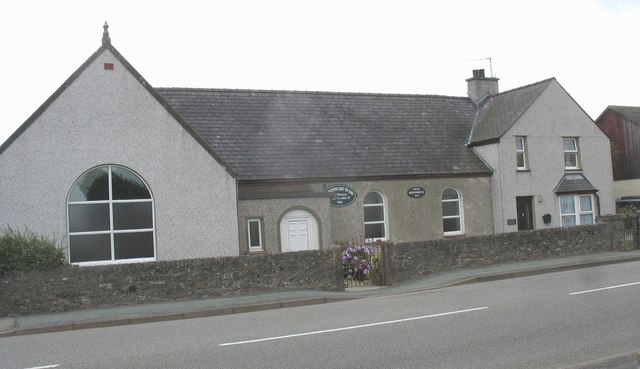
A Capela Pisgah.

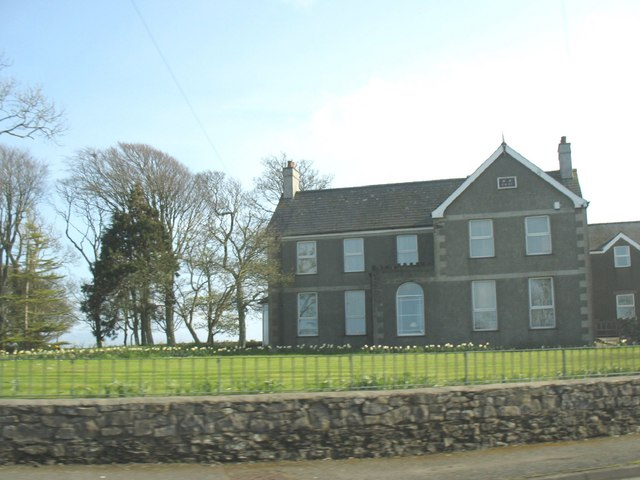
Cefncwmwd, Rhostrehwfa.

Rhostrehwfa é uma vila localizada  no centro-sul de Anglesey, a sudoeste está Llangefni, a marisma e a de Malltraeth Marsh. A vila também situa-se em um ponto de destaque na crista dum cume com vista para o rio Cefni. Várias casas de férias e a Capela Pisgah localizam-se no local.